# Дроньовиці
Дроньовиці (пол. Droniowice, нім. Groß Droniowitz) — село в Польщі, у гміні Кохановиці Люблінецького повіту Сілезького воєводства.
Населення — 378 осіб (2011).
У 1975-1998 роках село належало до Ченстоховського воєводства.

## Демографія
Демографічна структура станом на 31 березня 2011 року:
|          | Загалом | Допрацездатний вік | Працездатний вік | Постпрацездатний вік |
| -------- | ------- | ------------------ | ---------------- | -------------------- |
| Чоловіки | 186     | 36                 | 126              | 24                   |
| Жінки    | 192     | 37                 | 112              | 43                   |
| Разом    | 378     | 73                 | 238              | 67                   |